# Glossosoma bahukantakam
Glossosoma bahukantakam is een schietmot uit de
familie Glossosomatidae. De soort komt voor in het Oriëntaals gebied.